# 日本労働組合同盟
日本労働組合同盟（にほんろうどうくみあいどうめい）は、1926年12月4日に結成されたナショナルセンターである。

## 概要
1926年、労働農民党の左派受け入れをめぐって日本労働総同盟と日本労働組合評議会の対立が深まり、総同盟の松岡駒吉など右派が社会民衆党の結成へ動いたことに対抗して、中間派の麻生久ほかが日本農民組合と組んで日本労農党を結成した。
これが総同盟の第二次分裂を招き、麻生とその他の幹部、日本坑夫組合が総同盟を除名され、関東合同労働組合、関東紡織労働組合なども除名、脱退となる事態に発展した。そのため、総同盟を離れることとなった組合が結集して組織したのが日本労働組合同盟である。
日本労働組合同盟は、1929年9月の総同盟第三次分裂で結成された労働組合全国同盟に合流し、1930年に全国労働組合同盟となった。